# New Kids on the Block
New Kids On The Block (senere NKOTB) var et succesfuldt boyband i slutningen af 1980'erne og starten af 1990'erne. Gruppen blev dannet i Boston i 1984, da producer Maurice Starr samlede de fem hvide forstadsteenagere Joey McIntyre, Donnie Wahlberg, Danny Wood samt brødrene Jordan og Jonathan Knight. Gruppen solgte mere end 70 millioner albums på verdensplan, indtjente hundrede millioner af dollars på solgte koncertbilletter og banede vejen for boybands som Backstreet Boys og *NSYNC. New Kids On The Block blev opløst i 1994. I 2008 blev gruppen gendannet.
- Wikimedia Commons har flere filer relateret til New Kids on the Block

| Musikgruppe | Spire Denne artikel om en amerikansk musikgruppe er en spire som bør udbygges. Du er velkommen til at hjælpe Wikipedia ved at udvide den. |